# Bubbiano
Bubbiano est une commune de la ville métropolitaine de Milan, dans la région Lombardie, en Italie.

## Administration
| Période                                  | Période | Identité | Étiquette | Qualité |
| ---------------------------------------- | ------- | -------- | --------- | ------- |
|                                          |         |          |           |         |
| Les données manquantes sont à compléter. |         |          |           |         |

### Communes limitrophes
Morimondo, Rosate, Calvignasco, Casorate Primo.